# Îles Solovki

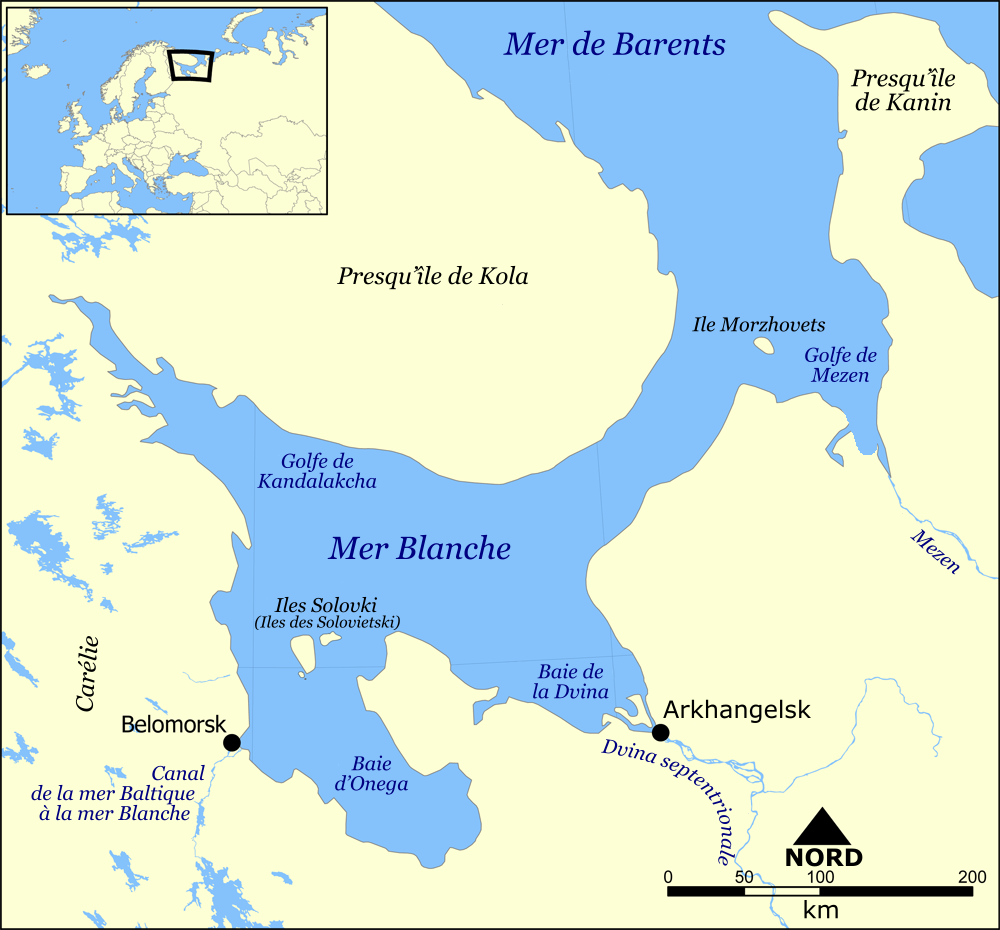
Îles Solovki (ou Solovetsky), en Mer Blanche

Les îles Solovki (en russe : Солове́цкие острова́), connues également sous les noms de Solovetski ou Solovetsk, forment un archipel au nord-ouest de la Russie dans la mer Blanche. Situées dans la baie d'Onega, les îles sont administrées par l'oblast d'Arkhangelsk. Leur superficie totale est de 347 km2 pour une population de 968 habitants en 2002. L'archipel comprend six îles dont les plus grandes sont Solovetski, Anzerski, Bolchaïa Mouksalma et Malaïa Mouksalma. L'archipel est célèbre pour le monastère Solovetski du XVe siècle et son ancien camp de travail soviétique, précurseur de l'organisation du Goulag.
En 1974, les îles sont devenues une réserve naturelle protégée : l'archipel, son patrimoine architectural et religieux, comme son histoire qui en fait un lieu de mémoire privilégié de la Terreur stalinienne, sont l'un des premiers sites russes à être inscrit sur la liste du patrimoine mondial de l'UNESCO en 1992.

## Histoire du monastère
Le monastère Solovetski ou de Solovki a été fondé en 1429 par les moines saints Savvati (Sabbatius, Sabbace) et Zossime, venus du monastère de Kirillo-Belozerski. Aux XVe et XVIe siècles, le monastère s'est rapidement développé, augmentant son territoire après que la Novgorodienne Marfa Boretskaïa lui a donné des terres autour de Kem et de Soumma en 1450. Le domaine du monastère situé sur le territoire de Novgorod, s'étendait alors sur les rives de la mer Blanche ainsi que le long des rivières qui s'y jettent, ce qui a permis aux moines de développer des activités commerciales, devenant ainsi l'un des principaux acteurs économiques de la région. En 1479, après la chute de Novgorod, le monastère passe sous la tutelle de la principauté de Moscou. Ivan III reconnaît officiellement le monastère des Solovki. L'archimandrite du monastère était rétribué par le grand-prince et par le patriarche.
Avec les forteresses de Soumma et de Kem, le monastère des Solovki représentait l'un des plus importants points fortifiés de la frontière nord. Il possédait en permanence une importante garnison et des dizaines de canons, ce qui lui permit au XVIe  puis au  XVIIe siècle de repousser les attaques des chevaliers livoniens puis des Suédois (en 1571, 1582 et 1611).
Les activités du monastère incluaient la pêche, la chasse pour le commerce des fourrures, le travail du métal et celui du mica, la culture de coquillages, le travail de la nacre et enfin la salaison du poisson (vers 1660, on comptait 54 saloirs et fumoirs à poisson), le tout employant une abondante main-d'œuvre aux côtés des moines.
Au milieu du XVIIe siècle, le monastère des Solovki rassemblait 350 moines et 6 à 700 convers, artisans et paysans. C'est alors qu'entre 1650 et 1660, le monastère devint l'un des foyers de l'opposition aux réformes de l'Église orthodoxe, opposition qui mena au schisme de l'Église, le raskol. En effet, le monastère se souleva entre 1668 et 1676 contre la réforme ecclésiastique de Nikon et ne céda aux pressions du tsar qu'après un long siège qui s'acheva par le massacre des partisans de la « vieille foi », ou vieux croyants. Le tsar Pierre le Grand a visité à deux reprises le monastère Solovetski pour s'assurer de sa fidélité, en 1694 et en 1702. À partir de 1765, le monastère Solovetski a dépendu directement du Synode.
Pendant la guerre de Crimée, le monastère Solovetski fut bombardé par trois navires de guerre britanniques. Après neuf heures de bombardement, les navires abandonnèrent la partie, négociant avec les moines l'acquisition de provisions.

### Les Solovki, terre d'exil puis de déportation
Entre le XVIe  et le début du  XXe siècle, de fait presque depuis sa création, le monastère a été un lieu d'exil pour les opposants au régime autocratique de Russie, comme pour ceux qui s'opposaient à la religion orthodoxe officielle. De ce fait, le monastère a joué un rôle essentiel dans la christianisation du nord de la Russie. Parce que le monastère était devenu l'un des foyers de l'opposition aux réformes de l'Église orthodoxe et qu'il s'était soulevé contre la réforme de Nikon de Moscou pour ne céder qu'après le massacre des vieux croyants il a ensuite été dirigé de manière à offrir au pouvoir les garanties d'une stricte orthodoxie. Gardien de cette orthodoxie, le monastère a conservé pendant des siècles un large choix de manuscrits et d'incunables — comme il a emprisonné dans ses cellules nombre d'esprits critiques. La tradition conserve le souvenir de l'emprisonnement du chef des raskolniki dans un sinistre cachot creusé à même le mur de la forteresse et nommé la « crevasse d'Avvakoum ».

### Le laboratoire du Goulag
En 1881 une station d'études biologiques y est fondée. Elle est transférée en 1899 à Alexandrovsk.
Après la révolution bolchevique en octobre 1917, les autorités soviétiques ferment progressivement le monastère entre 1920 et 1923 pour incorporer ses bâtiments dans le vaste complexe répressif des Solovki. Les moines, sécularisés, restèrent pour accomplir des travaux de force ainsi que pour accueillir les premiers déportés contre-révolutionnaires, avant d'être à leur tour adjoints à la masse des prisonniers avec le développement des campagnes anti-religieuses qui suivirent la guerre civile russe. Les Solovki devinrent ainsi l'un des premiers camps soviétiques, le SLON, « Direction des camps du nord à destination spéciale » (СЛОН signifie « éléphant » en russe), destiné au « redressement moral » d'éléments socialement condamnables : nobles, bourgeois, intellectuels, mais aussi officiers tsaristes, sociaux-révolutionnaires, anarchistes, mencheviks, etc. Jusque vers 1926-28, une relative liberté de pensée se maintient parmi ces déportés, qui restent séparés des criminels de droit commun qui sont progressivement également déportés dans l'archipel. Les « politiques » ne sont pas forcément astreints au travail et jouissent de divers privilèges : accès libre à la riche bibliothèque du camp, liberté du courrier, abonnement à la presse. Le principal chef du camp, Fiodor Eichmans, qui succède à Nogtiov, y veille encore au nom de la rééducation des prisonniers, même si parallèlement se développe le travail forcé, non seulement dans l'archipel, mais également dans les extensions du camp sur le continent, au prix d'une effroyable mortalité.
Avec la prise en main du pouvoir par Staline en 1927, le régime du camp se durcit. C'est un ancien déporté, devenu chef de camp après trois ans comme prisonnier, Naftali Frenkel, qui va proposer la transformation la plus radicale du camp et fonder ainsi le système même du Goulag. S'il n'a pas inventé chaque aspect du système, il a trouvé le moyen de faire d'un camp de prisonniers une institution économique rentable, et il le fit à un moment, en un lieu et d'une manière qui ne pouvaient qu'attirer l'attention de Staline.
En 1928, 60 000 détenus résidaient sur l'île.
Selon ce système, le travail se payait en nourriture à partir d'une distribution très précise des vivres. Frenkel divisa les prisonniers du SLON en trois groupes :
- ceux considérés comme capables d'un travail lourd (800 g de pain et 80 g de viande),
- ceux capables seulement d'un travail léger (500 g de pain et 40 g de viande),
- les invalides (400 g de pain et 40 g de viande).

Chaque groupe recevait des tâches différentes, des normes à satisfaire — et une ration leur correspondant et établissant des différences drastiques entre les déportés. En somme, les invalides recevaient une ration réduite de moitié par rapport aux déportés les plus forts. En pratique, le système partageait les prisonniers très rapidement entre ceux qui survivaient et les autres.
Sous les ordres de Frenkel, la nature même du travail réservé aux prisonniers changea, depuis l'élevage de bêtes à fourrures ou la culture de plantes tropicales vers la construction de routes ou l'abattage des arbres. Dès lors, le régime du camp changea également et évolua vers la rentabilité du travail et le SLON se développa au-delà de l'archipel des Solovki jusque dans la région d'Arkhangelsk, sur le continent, et de là à des milliers de kilomètres des îles Solovetski, où Frenkel envoya des équipes de forçats.
Tout ce qui ne contribuait pas directement à l'économie du camp fut abandonné : toute prétention de rééducation tomba ; les réunions de la Société des Solovetski pour les traditions locales cessèrent ; les journaux et revues publiés dans le camp furent fermés et les rencontres culturelles supprimées, même si, pour faire bonne impression sur les visiteurs, le musée et le théâtre subsistèrent. En revanche, à la même époque, les actes de cruauté gratuite infligés par les gardiens décrurent, ce type de comportement étant sans doute néfaste à la capacité de travail des déportés. Désormais, la rentabilité des camps est de mise sous le contrôle de l'administration du Goulag qui va développer, non loin de là, le vaste chantier du canal de la mer Blanche à la Baltique, le Bielomorski kanal. Dans l'archipel des Solovki, le camp du SLON est alors bouleversé : les politiques sont mêlés aux prisonniers de droit commun, le travail forcé devient la règle (abattage du bois, collecte de la tourbe, élevage, etc.), les rations alimentaires déclinent et, surtout, les mesures disciplinaires se développent (détention en « isolateurs » glacés en plein hiver, exécutions sommaires…). Après l'assassinat de Kirov en 1934 et le lancement des Grandes Purges, les exécutions se multiplient.
En 1939, lors du déclenchement de la Seconde Guerre mondiale et de l'attaque de la Finlande, le camp est fermé et les déportés déplacés vers les camps de l'est du pays. À la place s'ouvre une école des Cadets, préparant les jeunes volontaires au combat entre 1941 et 1945.

### Restauration
Aujourd'hui, le monastère Solovetski a retrouvé son activité d'origine, une quarantaine de moines y habitent et participent à sa restauration.

## Architecture
L'ensemble architectural du monastère des Solovki est situé sur la rive de la baie de la Prospérité (бухта Благополучия) sur la Grande île de Solovet, île principale de l'archipel. Le monastère est entouré de murs massifs (hauts de 8 à 11 m, épais de 4 à 6 m), percés de 7 portes et renforcés de 8 tours bâties entre 1584 et 1594 par l'architecte Trifon. Ces murs sont faits de larges pierres, des rochers parfois atteignant 5 m de longueur. Au centre de cette forteresse oblongue, le kremlin, on trouve un ensemble de bâtiments religieux reliés par des passages voûtés et des escaliers couverts. Autour sont les bâtiments conventuels (cellules, forge, moulin à eau du XVIIe siècle…). Au cœur de cet ensemble, un immense réfectoire vouté reposant sur une seule colonne centrale (une salle de 500 m2) jouxte la collégiale Ouspenski (de l'Assomption) (construite entre 1552 et 1557), la collégiale Preobrajenski (de la Transfiguration) (1556–1564), l'église de l'Annonciation (1596–1601), un beffroi (1777) et l'église Saint-Nicolas (1834).

## Postérité littéraire
Le chapitre 2 du volume 2 de L'Archipel du Goulag, d'Alexandre Soljenitsyne, s'ouvre par une évocation historique des îles Solovki "L'archipel surgit de la mer", depuis sa vocation religieuse jusqu'à son affectation pénitentiaire au XXe siècle. "Nous n'existions pas encore, que ces îles  avaient déjà surgi de la mer, qu'elle s'étaient couvertes de deux cent lacs poissonneux, peuplés de coqs de bruyère, de lièvres, de cerfs, à l'exclusion des renards, loups et autres carnassiers de tout poil...cinq cents ans avant le Guépéou, les moines Sabace et Zosime traversèrent la mer nacrée dans une méchante barque et tinrent pour sainte cette île dépourvue de bêtes féroces."
Dans La Veilleuse des Solovki, l'écrivain russe Boris Chiriaev, interné en 1923 pour 10 ans dans ce qui fut la "mère des goulags", raconte le quotidien des prisonniers venus de tous les milieux socio-culturels.
Dans Le Météorologue l'écrivain français Olivier Rolin retrace la vie du directeur de la météo en URSS interné aux Solovski de 1934 à 1937, année de son exécution. Dans Solovki, la bibliothèque perdue le photographe Jean-Luc Bertini et Olivier Rolin présentent une enquête photographique sur les traces de la bibliothèque du camp. 
L'écrivain finlandais Arto Paasilinna situe une partie de son roman Le Bestial Serviteur du pasteur Huuskonen, paru en 1995 (en France en 2007) dans ces îles, et donne de nombreux renseignements sur leur histoire tourmentée.
L’Archipel des Solovki de Zakhar Prilepine, paru en français en 2017 (Actes Sud), relate de façon romancée la vie d’un détenu au sein du camp soviétique.
Le Journal d'un loup du Polonais Mariusz Wilk, paru en 1999 (Les éditions Noir sur Blanc), décrit de façon détaillée l'archipel et en raconte l'histoire, comme un condensé de l'histoire de la Russie. Wilk s'y est retiré pour six ans en 1991.

### Jeux vidéo
- Dans l'une des deux fins possibles de Call of Duty: Black Ops Cold War, la mission se déroule sur l'ile de Solovestki.

### Filmographie

#### Télévision

##### Documentaire
- 2014 : Solovki, la bibliothèque disparue, 55 minutes / production Ex Nihilo, réaliser par Elisabeth Kapnist et Olivier Rolin[1].